# Johann Ernst Joseph Henn von Henneberg
Johann Ernst Joseph Freiherr Henn von Henneberg (geb. 6. Juli 1766; gest. 21. Januar 1805) war ein preußischer Regierungs- und Landrat.

## Herkunft und Leben
Johann Ernst Joseph Freiherr Henn von Henneberg war Angehöriger des Adelsgeschlechts Henn von Henneberg. Er war ein Sohn von Gottlieb Maria Vincentius Freiherr Henn von Henneberg (1738–1806), Leibpage von Friedrich II., preußischer Major, sowie Erbherr auf Endersdorf, Voigtsdorf, Minkowsky und Hessenstein. Seine Mutter war Caroline Josepha Barbara (1739–1820), geb. von Fornow. Johann Ernst immatrikulierte sich am 23. November 1786 zusammen mit seinem Bruder Franz an der Universität Halle für ein Studium der Rechte. Im Anschluss an das Studium wandte er sich der Landwirtschaft zu. Später erhielt er den Titel  Regierungsrat mit Prädikat und wurde Kreisdeputierter. Amt 11. Oktober 1803 wurde er von Friedrich dem II. mittels Ordre zum Nachfolger von Johann Eugen von Hundt und Alten Grottkau als Landrat des Kreises Grottkau ernannt. Zuletzt noch Landesältester übte er das Amt als Landrat bis zu seinem Tod im Jahr 1805 aus, Nachfolger wurde im März des Jahres Carl Ludwig Silvius Wilhelm von Königsdorff.

## Persönliches
Johann Ernst Joseph Freiherr Henn von Henneberg war seit dem 26. Oktober 1788 mit Maria Antonia (1770–1836), Tochter des preußischen Regierungsrates Franz Joseph Ritter von Welczeck und Groß-Dubensko und dessen Ehefrau Maria Antonia, geb. von Mükusch-Buchberg, verheiratet. Durch die Heirat erwarb er die Güter Pillwösche und Tschiltsch.